# 龐氏亞口魚
龐氏亞口魚為輻鰭魚綱鯉形目亞口魚科的其中一種，為溫帶淡水魚，分布於北美洲美國奧勒岡州淡水流域，體細長，口下位、厚唇且呈吸盤狀，背鰭軟條10-12枚，脊椎骨40-44個，體長可達12.9公分，生活習性不明。 